# 全能神
全能神(ぜんのうしん)または全能神教会とは、中国大陸発祥の疑似キリスト教系新宗教で、キリスト教の教義を歪曲したとされるキリスト教に見せかけるカルト教団である。

## 概要
全能神教会は、「ちょうど、いなずまが東から西にひらめき渡るように、人の子も現れるであろう」（マタイ24:27）に由来する「東方閃電」と呼ばれることもあり、東にある国、中国から楊向彬という女性としてイエス・キリストが全能神として戻り、（旧約聖書の律法の時代、イエス・キリストが伝道を始め20世紀の全能神の降臨に至る恵みの時代、に次ぐ）第三の人類の時代が始まると主張している。1997年に出版された、全能神からのメッセージを集めた書物「話在肉身顕現」を規範としている。正式な礼拝式や洗礼や聖餐式などの礼典は存在しない。
中国共産党を「巨大な赤い龍」と呼び、これを倒して神の国を樹立すると主張しているため、2000年より中国当局からは邪教と認定されている。法輪功よりも強い組織力を持ち、一度入信すると脱会することは難しい。信者になれば金銭が支払われるため、近年、中国で拡大している貧富の差を背景に信者を増やしている。
2012 (映画)が大ヒットした直後、2012年人類滅亡説を唱えだした、2012年に終末思想の流布で当局により約千人が逮捕された。一方、あるイタリア人社会学者が調査した結果、中国共産党は全能神教会が2012年の世紀末の騒動に関わったと非難したが、この主張も弾圧を正当化するための新たな口実に過ぎないという見方もある。
なお、カルトであるとの意見が強く、中国共産党の指導に従う中国天主教愛国会などの団体はもとより、政府の指導を拒否して非合法となっている地下教会の信者も、全能神は異端と認識している。一方、中国共産党の打倒を掲げていることから、共産党を嫌って中国国外に移住した華僑などからは、全能神を保護すべきとする意見もある。
全能神教会を脱退した元信者の大多数は「自分達がこの世で最も清い人間と豪語している最悪の偽善者集団」と説明している。。

## 中国政府の対応
政府は邪教と指定しているが、対応を誤れば社会的混乱をきたすだろうと、対応に苦慮している。

## 事件
- 2014年5月28日、山東省招遠市のマクドナルドの店内で、全能神のメンバー、張立冬ら6人による女性撲殺事件が起こった（2014年山東招遠カルト殺人事件）[7]。張は勧誘のために店内で電話番号を聞いて回っていたが、女性が断ったためとCCTVのインタビューに答えている[8][9][10]。